# 任雁
任雁（1961年—）女，黑龙江省哈尔滨市人，中华人民共和国歌手，后来旅居日本。

## 生平

### 一举成名
任雁出生在哈尔滨。母亲擅长唱二人转。父亲是当地有名的业余话剧演员。任雁自幼爱唱歌，最爱跟着“电匣子”模仿郭兰英，经常唱郭兰英的《绣金匾》。父亲便通过朋友找来黑龙江省歌舞团的歌唱家李高柔当她的指导老师。
1978年，各大艺术团体都招新人。老师李高柔将任雁介绍给中央歌舞团的二胡演奏家张笑成，张笑成听了任雁唱的《小二黑结婚》之后，建议她到北京考中央歌舞团。到北京后，任雁借住在张笑成家。任雁回忆说：“当时中央歌舞团的团长是程云先生，考试的时候，我唱了《小二黑结婚》、《梅花开得好》、《南泥湾》等不同风格的民歌。唱完后，监考的一位负责人说：‘这孩子音量有点小’，程云团长说：‘牛叫的声大，那是艺术吗？’”因为程云这句话，1978年底，刚满17岁的任雁被中央歌舞团录取为独唱演员。
1979年初，任雁作为中央歌舞团最年轻的独唱演员，在赴对越自卫反击战广西前线慰问演出时，演唱了作曲家谷建芬写的《周副主席纺线线》。乐队人员回来后，告诉谷建芬：“这孩子嗓子不错，唱《周副主席纺线线》，场场都有人听了落泪。”中央歌舞团的《简报》也提到：“任雁是棵好苗子。”但演出队回到北京举办首场汇报演出时，谷建芬兴致勃勃地前去观看。但那一场演出中，台下的人对任雁的演唱非常冷落，甚至有人说：“什么‘好苗子’？一回到北京演出就吃‘冰棍’了吧！”为此任雁还曾经哭过。正在任雁情绪低落时，谷建芬将任雁领回家单独为她唱了这首《周副主席纺线线》，谷建芬认为任雁一定可以成才。自此，谷建芬将任雁收为弟子，这也是谷建芬收的第一位弟子，此后任雁几乎每天都到谷建芬家练歌。谷建芬首先为任雁专门创作了《闪光的星》、《兰花与蝴蝶》、《大青山新歌》，并指导任雁改变唱法，形成了自己独特的风格。谷建芬出国时，在飞机上写出《万里天涯有知音》，后来谷建芬将此歌拿给任雁演唱。任雁演唱的歌曲被中国唱片厂录制成磁带发行，创下发行纪录。任雁演唱的《兰花与蝴蝶》被中央人民广播电台选为“每周一歌”，每天反复播出。1979年，中国唱片厂又出了薄膜细纹小唱片任雁专辑《兰花与蝴蝶》、《万里天涯有知音》、《闪光的星》、《河水伴我唱情歌》。
1980年，谷建芬要任雁唱不同风格的歌曲。谷建芬特意为任雁写出《咪咪曲》、《年轻的朋友来相会》、《藤树两相缠》等歌曲，同年由中国唱片厂灌制为大薄膜唱片发行。1980年8月，任雁在北京市劳动人民文化宫露天剧场首唱《年轻的朋友来相会》。1980年9月，任雁参加了《北京晚报》主办的新星音乐会，演唱了《兰花与蝴蝶》、《妹妹找哥泪花流》等歌曲，其中《妹妹找哥泪花流》是谷建芬推荐给任雁唱的，意在让她尝试流行歌曲的不同处理。通过新星音乐会，任雁一举成名。当时，中央歌舞团不同意任雁参加新星音乐会。因为谷建芬和中央歌舞团有矛盾，中央歌舞团一直压制谷建芬，所以谷建芬的学生任雁也受到压制。
2010年5月20日，“梦回1980”第一次新闻发布会上，有看过1980年新星音乐会的观众笑称，1980年时不到20岁的任雁看起来像40岁，2010年已近50的任雁看起来却像30岁。在新闻发布会上重放任雁在当年新星音乐会上的演出视频片段时，任雁赶紧捂上了眼睛。任雁说：“不好意思看。那时又胖又土。大家画的是油装，脸和脖子的颜色都不一样。那时我一顿饭吃3个馒头，所以考进歌舞团之后6个月胖了30斤。”1980年，19岁的任雁体重130斤，到2010年前后，她的体重则一直保持在104斤左右。
1980年，任雁为电视剧《干枝梅》录制主题歌《我像春风吹在你心头》。这首歌在中央人民广播电台《听众点播》栏目中，点播次数位居第一，又被收入中国唱片厂出的小薄膜唱片《影视歌曲》专辑中。同年，中国唱片厂出版小薄膜唱片《新星音乐会节目选》，收入任雁在新星音乐会上演唱的《兰花与蝴蝶》、《藤树两相缠》、《妹妹找哥泪花流》、《咪咪曲》、《年轻的朋友来相会》。
1981年，中国唱片社录制了任雁的《我爱你那明亮的眼睛》、《闪光的星》、《河水伴我唱情歌》等新作。在北京展览馆举行的新作品欣赏会上，任雁演唱了《布娃娃》、《梦中的风筝》、《你的心事我知道》等8首不同风格的新作，演唱结束后，观众很久都不愿散去。1981年12月，在中央歌舞团为美国基金会的来宾演出时，任雁演唱了《大青山新歌》等7首歌曲。1981年，任雁为电视剧《阳朔游》录制主题歌《美丽的阳朔可爱的漓江》，此歌同年被收入中国唱片厂的小薄膜唱片《影视歌曲》专辑。

### 苦闷压抑
1981年之后，任雁受到中央歌舞团排挤，内心十分痛苦，靠不断喝酒、沉迷酒精，才熬过了此后的十年时光。这十年间，任雁经常独自在宿舍喝闷酒，一次能喝掉一瓶二锅头，喝醉后撞墙，以发泄内心的苦闷。新星音乐会以后，谷建芬自己成立培训班单干，中央歌舞团则禁止谷建芬用该团的演员，并且“雪藏”了任雁，平时只给任雁安排下乡、巡演等最艰苦的演出任务，但出国演出不让任雁参加。谷建芬本来写了许多歌准备给任雁唱，由于中央歌舞团禁止她用该团演员，所以二人未能继续合作。从1982年到2005年，任雁一直没与谷建芬接触过，双方都以为对方不想理自己了。
1982年，任雁应邀参加施光南作品音乐会，演唱《春风不吹花不开》、《西湖春》等新作，开始尝试与其他作曲家合作。同年，云南人民出版社出版《歌坛抒情音乐会》歌曲专辑，收录了任雁演唱的《咪咪曲》、《年轻的朋友来相会》、《你的心事我知道》这三首歌曲。
1983年，任雁录制了电影《红衣少女》的主题歌。同年，香港百利唱片公司出版了盒式录音带任雁独唱歌曲选《美丽的花篮送给你》，收录了任雁演唱的16首民歌，伴奏为中央芭蕾舞团小乐队、北京电影乐团小乐队。
1984年，任雁录制了电视剧《红绿灯》的主题歌。同年，中国唱片厂出版的《秘密的白桦林》音乐专辑中，收录任雁演唱的《飞凤凰》、《黄昏里的炊烟》、《红蜻蜓》这三首歌。同年，中国唱片厂还出版了任雁歌曲专辑《我的歌声》，收录了任雁演唱的17首歌。1985年，中国唱片厂录制了任雁演唱的《春天你好》、《请记住我》等新作专辑。1986年5月9日，为纪念世界和平年，任雁等一百多名歌手在工人体育馆举行义演，他们合唱了《让世界充满爱》。
1987年，任雁在人民大会堂多次为各国首脑演出，还参加了不少文艺晚会。1988年，任雁被中华人民共和国文化部评为国家级尖子演员。1989年，任雁作为中国文化代表团成员，赴伊拉克访问，受到伊拉克总统萨达姆·侯赛因接见。1990年，任雁应邀到日本参加在神户国际会馆举办的音乐会，与日本歌手尾形大作同台演出。
1980年代末，歌手上电视形成风潮。但当时上电视需要送钱，任雁觉得送钱上电视还不如不唱。当时让任雁无奈的事还有很多。在任雁最无奈、最艰难的时候，一位德国人走入了任雁的生活。这位德国人是个律师，通过任雁在中央歌舞团的一位朋友偶然结识了任雁。任雁回忆说：“一次，他和很多日本律师来中国开会。他住的酒店离我们团很近，他的一个朋友恰好认识我，当时他们要去喝咖啡，但咖啡厅关了。朋友就给我打电话说‘能到你那儿喝一杯咖啡吗？’”结果他们便来到任雁的宿舍。那位朋友介绍任雁是知名的歌唱家，但这位德国人到任雁的宿舍一看，觉得这里又小又破。其实当时大家都这样，任雁觉得宿舍挺好。但这位德国人不理解，回去后还特意写下一篇日记抒发感慨。一年后，这位德国人第二次来到北京，开始主动约任雁。这位德国人是律师，在日本工作，懂日文，和任雁靠写汉字交流。虽然交流很不容易，但也富有神秘感，颇有趣味，很快二人便相爱了。这位德国人很懂音乐，喜欢爵士乐与贝多芬。当时，中国内地对涉外婚姻的观念还非常保守，任雁和他到饭店吃饭、外出旅游，周围的人会用鄙夷的眼光看任雁。任雁的家人起初也不同意，任雁的父亲还给任雁写信说：“不要被国外的糖衣炮弹腐蚀”等等。但任雁个性独立，很有主见，未被这些困难吓倒。直到要和这位德国人结婚时，任雁才和家里说，也算先斩后奏。

### 结婚赴日
1992年，任雁退出歌坛，与这位德国律师结婚，随丈夫旅居日本。二人结婚前，任雁没让他看过自己的任何演出。任雁回忆说：“我是有意的，因为不知道他喜欢什么，万一他听了不喜欢怎们办？他也挺实在的，我和他说最近没有演出，他就相信了。”丈夫第一次听任雁演唱，是在日本。任雁回忆说：“他非常喜欢我唱的歌，最喜欢谷老师写的《春之歌》。因为我在家里练声经常唱，他也喜欢《兰花与蝴蝶》和《南泥湾》。他钢琴弹得非常好，9岁就开始学，每当朋友聚会时，我的那些专业搞音乐的朋友，都一定要欣赏他的钢琴演奏。做律师的人，工作都非常紧张、枯燥，有时候24小时都没有时间睡觉，每当下班晚的时候，他都会坐在钢琴前，插上耳机，弹上几首曲子，让紧张的神经放松下。”
1997年，中央歌舞团的侯牧人将任雁演唱的京剧《卖水》唱段、湖北民歌《龙船调》、陕北民歌《赶牲灵》等15首中国民歌特色的歌曲改编为New Age，最后形成音乐专辑《北京Rap》，在日本成功发行。该专辑成为任雁重返歌坛的试金石。
1999年，任雁的女儿已经4岁了。在丈夫支持下，任雁参加了同年9月24日至10月2日举行的日本第八届“亚洲幻想曲”音乐会，演唱了《我的祖国》、东北民歌《摇篮曲》。这次演出标志着任雁重返舞台。
2000年6月22日，任雁在日本东京银座王子音乐厅举办《回想的旋律》个人演唱会，旅日二胡演奏家贾鹏芳友情出演，大背户亚纪子任钢琴伴奏。同年11月13日至14日，任雁作为日本“中国华丽艺术团”五姐妹之一，随该团在日本坂户市参加“唐三藏的丝绸之路”音乐会。同年11月24日，任雁参加了在日本八王子市民会馆举办的由中国、日本、韩国艺术家演出的大型歌舞晚会“我的城市我的亚洲”。
2001年3月22日，任雁在日本东京Suntory音乐厅，和美国黑人爵士乐歌手Lee Brown举办“东与西”音乐会。2004年5月29日，任雁参加了在日本枚方市民会馆音乐厅举办的“中国音乐集团红丽人音乐会”。同年，中国唱片总公司出版了中国民歌专辑《流淌不尽的中国民歌——天唱仙谣 茉莉花》，其中收有1984年任雁为中国唱片总公司录音的台湾民歌《一只鸟仔》。
2007年9月30日，任雁参加了在日本东京杉会堂音乐厅举行的“情寄中秋歌满十月”音乐会，这是由旅日华人艺术家自发举办的庆祝中华人民共和国成立58周年音乐会。同年10月28日，任雁在日本爱甲石田246音乐厅，与旅日二胡演奏家程农化共同举办“李香兰传说之花鸟风月”演唱会。
2008年6月8日，任雁参加了日本和雅产业株式会社主办、中国驻日本大使馆后援的“情系北京2008奥运日本国际友好声援演唱会”。任雁不仅参加义演，还担任该演唱会的艺术总监。当得知演出超时后，任雁毅然砍掉了自己为此次演唱会准备了很久的好歌。同年6月12日，任雁参加了中国文化艺术中心株式会社在浅草堂公馆音乐厅举办的第四届中日友好“笑语欢歌”文艺晚会的义演，和自中国国内来的姜昆、师胜杰、石富宽等艺术家同台演出，演出所得全部捐给了北京奥运会和四川汶川大地震灾区。同年6月29日，任雁个人出资30万日圆，在日本的本行寺和旅日二胡演奏家程农化等人举办“心声”音乐会，为四川汶川大地震灾区募捐。同年10月4日，任雁参加在日本爱知县丰田市举办的“四川复兴应援音乐会”义演，并担任此次音乐会的艺术总监。2008年，任雁登上日本中文网站“日本唐人街”的《名人堂》。
2008年12月28日，任雁应谷建芬之邀，在北京人民大会堂参加了《北京晚报》主办的“辉煌中国”2009新年音乐会。这是任雁阔别中国舞台16年之后，首次在中国登台演唱。任雁登上舞台进行自我介绍后，全场观众鼓掌，随后她演唱《兰花与蝴蝶》，那优美的音色刚开头，便赢得了全场观众的热烈掌声。任雁在台上再度演唱了自己首唱的歌曲《年轻的朋友来相会》。
2010年7月17日，“梦回1980——任雁专场演唱会”在位于北京市朝阳区望京利泽东二路宝马盈之宝店三层的北青盈之宝剧场举行。这是继2008年参加“辉煌中国”2009新年音乐会之后，任雁再次在中国登上舞台。
2010年9月23日，北京晚报、北京青年报、北京广播电视台联合主办的“梦回1980”重排新星音乐会，在首都体育馆举行，包括任雁在内的1980年新星音乐会的部分“新星”及其他演员参加了演出。

## 家庭
- 丈夫：德国人，律师，在日本工作。1992年与任雁结婚。[2]
- 女儿：约生于1995年。[1][3]